# Lůžkový vůz

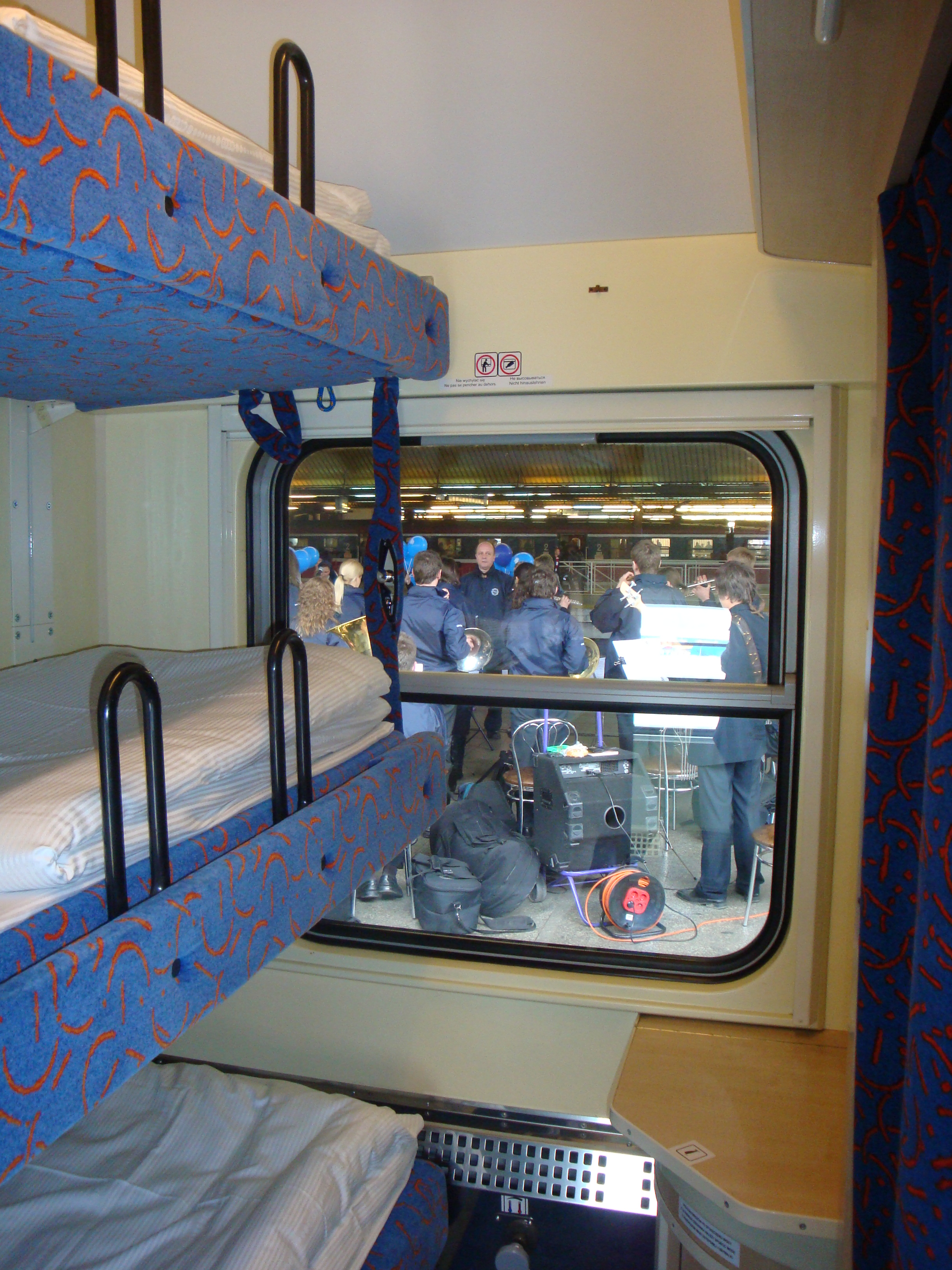
Trojmístné kupé v lůžkovém voze

Lůžkové vozy (zkratka WL z fr. wagon-lits) jsou osobní vozy určené hlavně pro noční cesty a cesty na velmi dlouhé vzdálenosti. Jsou řazeny převážně na vlacích kategorie rychlík a EuroNight, ale mohou být řazeny i na ostatních dálkových vlacích a to hlavně přes noc. Lůžkové vozy jsou oproti lehátkovým vozům pohodlnější a cestuje v nich méně lidí, také postele jsou pohodlnější a širší. Dále bývá v lůžkových vozech v každém kupé místo k převlékání, umyvadlo a v luxusnějších kupé i soukromá koupelna s umyvadlem, záchodem a sprchou. V některých zemích, typicky v Rusku nebo Číně existují i velkoprostorové lůžkové vozy, v Rusku nazývané plackartnye. U těchto vozů je zvláštnost to, že při cestě v nich je většinou nutné mít dost vysoký lůžkový příplatek, který je možné zakoupit jen na nepřerušované cesty delší než 5 hodin. V České republice nemají lůžkové a lehátkové vozy na starosti průvodčí a vlakvedoucí, ale zaměstnanci firmy JLV.

## Lůžkové vozy Českých drah
Seznam typů lůžkových vozů využívaných Českými drahami:
- WLAB821
- WLAB822
- WLABee824
- WLABmee823
- WLABmz826

## Cestovní třídy v lůžkových vozech v Česku
Oddíly v lůžkových vozech se liší celkovou obsazeností, která může být od jednoho do tří cestujících, a komfortem. Kromě toho se jednotlivé třídy liší i výší příplatku:
- Turist – V oddíle mohou cestovat až tři osoby.
- Double – V oddíle mohu cestovat nejvýše dvě osoby.
- Single – Oddíl pro jednoho cestujícího, kromě lůžkového příplatku je nutná jízdenka do první třídy.
- Deluxe – Lepší kupé, ke kterému patří místnost se soukromým záchodem a sprchou. Může být obsazeno 1 až 3 osobami. K cestování v tomto kupé je nutná vždy jízdenka do první třídy.

## Lůžkové vozy v Rusku
Rusko je velmi rozlehlé a proto jsou tam lůžkové vozy používány velmi často. Na rozdíl od České republiky zde nejsou lůžkové příplatky, ale vše je započítáno už v ceně jízdenky, která může být na krátkých trasách i několikanásobně dražší než ve voze s místy pouze k sezení. Cestovních tříd v těchto vozech je v Rusku velmi mnoho. Existuje zde 5 základních typů lůžkových vozů, ve kterých nabízeno několik různých tříd v závislosti na poskytovaných službách (business, ekonom, třída "vyššího komfortu" aj.).

### Druhy lůžkových vozů
- Plackartnyj – Nejnižší třída, jde o velkoprostorový vůz nejčastěji s 54 lehátky. Vozy nebývají nasazovány na mezinárodní linky do Evropy.
- Kupé – Vůz se čtyřmístnými oddíly, podle typu vozu nejčastěji pro 32 nebo 40 osob. U mezinárodních vlaků bývá označováno jako druhá třída.
- SV – Konstrukčně podobný vůz jako třída „kupé“, avšak oddíly jsou pouze dvoumístné. U mezinárodních vlaků bývají označeny jako první třída.
- RIC – Vozy určené pro vlaky do Evropy, vyhovují úmluvě RIC. Obdobné vozy provozují i některé další evropské železniční správy (u ČD je to WLAB821). Kupé jsou obvykle třímístná, při využití pouze jednoho nebo dvou míst v kupé se jedná o 1. třídu, jinak o 2. třídu.
- VIP – Nejvyšší cestovní třída, oddíly jsou dvoumístné, ale je také možnost obsazení pouze jednou osobou. Ke kupé patří vlastní koupelna, je prostorné a luxusně vybavené, samozřejmostí je televize nebo rolety v okně. Ve voze může být i bar.

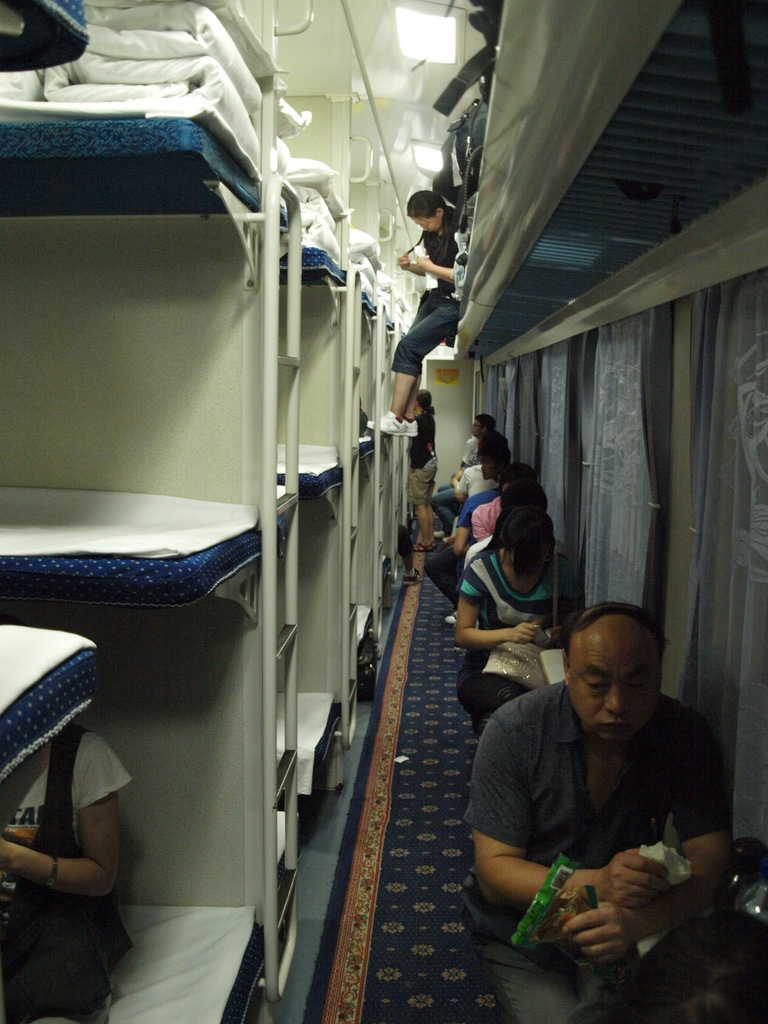
Vůz nejnižší třídy Plackartnyj
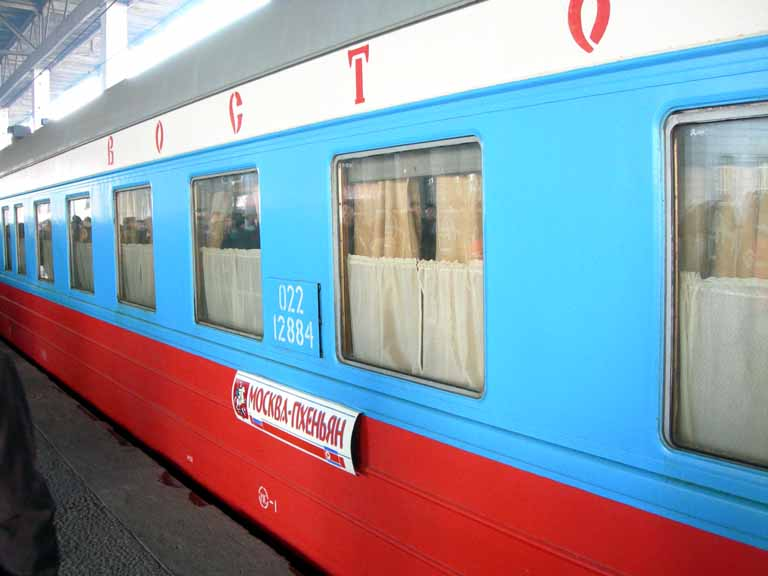
Lůžkový vůz na trase Moskva–Pchjongjang
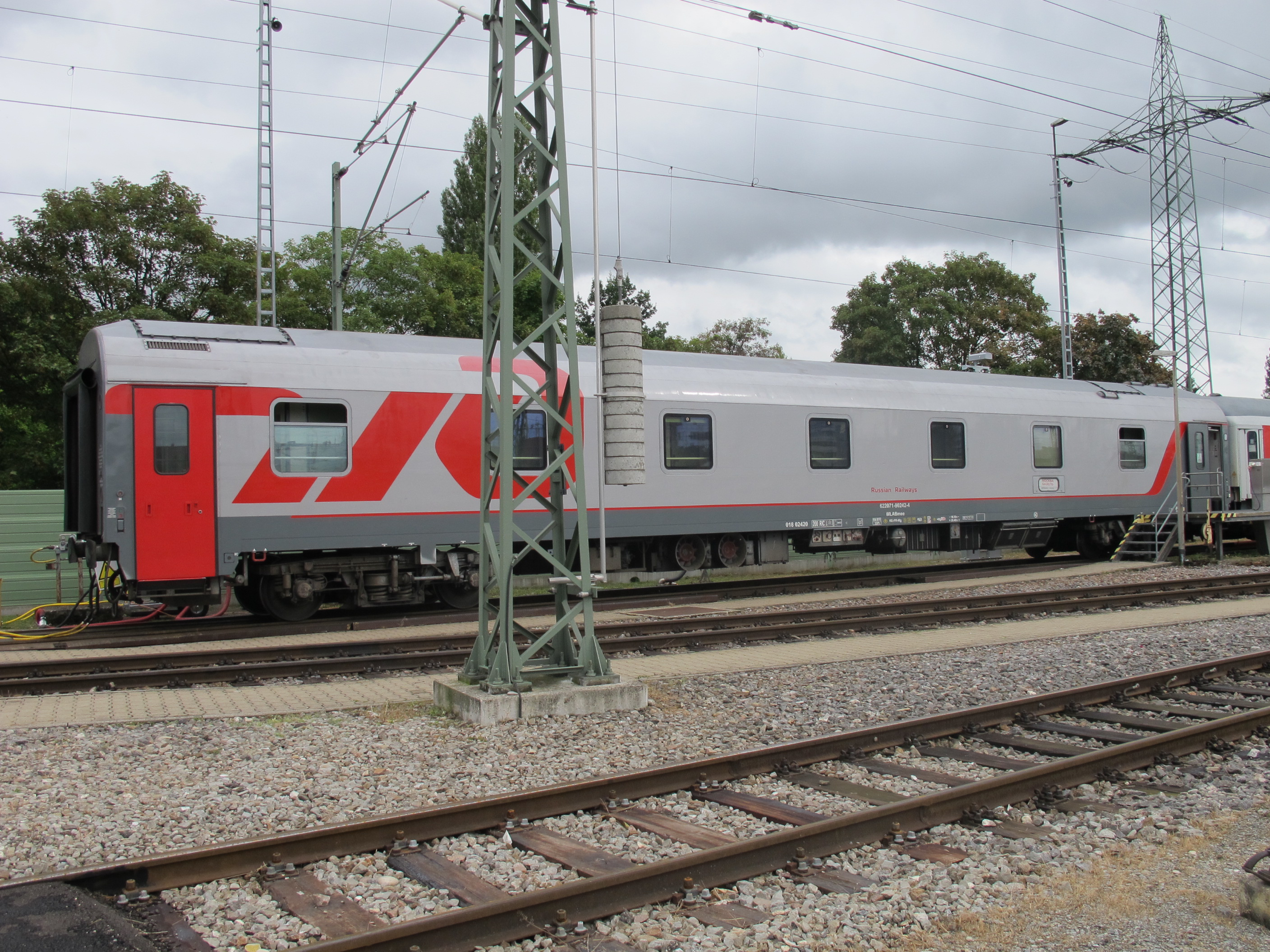
Vůz WLABmee622071